# L'Événement du jeudi
Pour les articles homonymes, voir Événement.
L’Événement du jeudi est un magazine hebdomadaire français d'actualité générale et d'opinion centriste, fondé en 1984 par Jean-François Kahn et disparu en 2001. 

## Histoire

### Lancement
L’une des originalités de sa fondation fut le système de souscriptions auprès des lecteurs mis en place par la direction de l’hebdomadaire, qui réussit à obtenir 18 000 actionnaires lecteurs lors du lancement. Le journaliste de télévision Albert du Roy et le dessinateur Wiaz sont, avec le fondateur, ses contributeurs les plus connus. 
Lors de la fondation en 1984 de  L’Événement du jeudi, Jean-François Kahn veut "un média qui tape autant sur la gauche que sur la droite", pour dépasser le clivage gauche-droite" via "un espace libre, dissonanté. Il soutient la candidature de François Bayrou à l'élection présidentielle 2007 puis se présente aux élections européennes comme tête de liste dans la circonscription Est du Mouvement démocrate (MODEM) de Bayrou.

### Polémiques des deux premières années
Dès l'année du lancement, le fondateur Jean-François Kahn soutient publiquement la liste centriste "Entente radicale écologiste pour les États-Unis d'Europe", candidate aux élections européennes de 1984 qui associe l'Union centriste radicale d'Olivier Stirn (centre-droit), le Mouvement radical de gauche (centre-gauche) et la droite des écologistes, concurrençant la liste officielle du parti, représentée par Corinne Lepage et Brice Lalonde mais la liste n'obtient que 3,32 % des voix.
Une grande partie des contributeurs provenait de l’hebdomadaire Les Nouvelles littéraires dont Philippe Tesson, par ailleurs fondateur à la même époque du Quotidien de Paris, fut le directeur de 1975 à 1983. C'est notamment le cas du critique littéraire Patrice Delbourg, qui titre  le 5 décembre « Jean-Jacques Goldman est vraiment nul : l'art de faire le plein avec du vide ». Il traite l'idole des jeunes de « chantre mou », lui reprochant son absence de culture musicale comparé à Étienne Daho ou aux Rita Mitsouko. Cultivant son goût pour l'autodérision féroce, le chanteur se paye une pleine page de publicité dans Libération et France-Soir, présentant un florilège de ses mauvaises critiques, de L'Express à Rock & Folk, celle de  Patrice Delbourg étant intégralement reproduite.

### Positionnement
L'hebdomadaire, se distingue à la fois  par un ton virulent dans ses commentaires de l'actualité et par une ligne centriste. 

### Reprise par le groupe Lagardère
Il est repris dans les années 1990 par le groupe Lagardère en partenariat avec Thierry Verret (d) (Babylone groupe (d)). Le journaliste et ancien directeur de Globe et de Globe Hebdo Georges-Marc Benamou en prend la direction en 1997. 
En janvier 1999 le magazine est rebaptisé L’Événement. La même année, Jean-François Kahn, fort du succès de Marianne, le magazine qu'il a fondé en 1997, reprend L’Événement, dont il confie la direction à Maurice Szafran. Le journal devient alors un hebdomadaire culturel.

### Reprise parFrance-Soir
Ne dépassant pas les 80 000 exemplaires, la diffusion de cette nouvelle formule se situe en dessous des 110 000 exemplaires nécessaires à son équilibre financier. Jean-François Kahn décide alors de revendre le titre, qui est racheté en juillet 2000 par France-Soir, lequel en fait son supplément culturel. L'Événement France-Soir est lancé le 16 septembre de la même année. En février 2001, après 23 numéros, France-Soir abandonne le supplément pour le remplacer par TV Magazine.